# Лунгу, Теодор
Теодор Лунгу (рум. Teodor Lungu; род. 12 июня 1995, Яловены) — молдавский футболист, полузащитник клуба «Петрокуб» (с 2023 года).

## Клубная карьера
29 апреля 2018 года Лунгу дебютировал за «Сфынтул Георге» в Национальном чемпионате Молдовы, сыграв вничью со счетом 2:2 против «Шерифа» из Тирасполя. Сыграл четыре матча в национальном чемпионате в 2018 году и перешёл в румынскую лигу III в ФК «Фореста» в августе 2018 года. Покинул клуб в ноябре 2019 года. Перед началом сезона 2020/21 годов он вернулся в Молдавию, присоединившись к «Дачии Буюкань».
В январе 2021 года Лунгу вернулся в «Сфынтул Георге», подписав контракт на два года. С 2023 года находится в расположении молдавского футбольного клуба «Петрокуб». В первом матче общего этапа Лиги конференций УЕФА 2024/2025 года Теодор забил гол с пенальти в ворота кипрского «Пафоса».

## Карьера в сборной
В марте 2021 года Лунгу впервые был вызван в национальную сборную Молдовы.